# توماس كونكل
توماس كونكل (بالإنجليزية: Thomas Kunkel)‏ هو كاتب أمريكي، ولد في 24 سبتمبر 1955.